# Рєдкино (Тверська область)
Рєдкино (рос. Редкино, латиніз. Riedkino) — смт в Конаковському районі Тверської області Російської Федерації.
Населення становить 10 612 осіб. Входить до складу муніципального утворення селище Редкино.

## Історія
Від 2005 року входить до складу муніципального утворення селище Рєдкино.

## Населення
| 1939    | 1959    | 1970    | 1979    | 1989    | 2002    | 2009    |
| ------- | ------- | ------- | ------- | ------- | ------- | ------- |
| 1918    | ↗8418   | ↗12 233 | ↗14 864 | ↘13 448 | ↘11 887 | ↘11 427 |
| 2010    | 2012    | 2013    | 2014    | 2015    | 2016    | 2017    |
| ↗11 703 | ↘11 621 | ↘11 551 | ↘11 507 | ↘11 455 | ↘11 336 | ↘11 317 |
| 2018    | 2019    | 2020    | 2021    |         |         |         |
| ↘11 191 | ↘11 060 | ↘10 867 | ↘10 612 |         |         |         |